# モラクセラ・ノンリクエファシエンス
モラクセラ・ノンリクエファシエンス（Moraxella nonliquefaciens）はプロテオバクテリア門ガンマプロテオバクテリア綱シュードモナス目モラクセラ科モラクセラ属の種の一つであり、ヒトの上気道から分離されたグラム陰性菌である。ヒトへの感染症を引き起こす。